# Microstilba tibialis
Microstilba tibialis är en stekelart som beskrevs av Jean-Jacques Kieffer 1901. Microstilba tibialis ingår i släktet Microstilba, och familjen glattsteklar. Arten är reproducerande i Sverige.